# أبواق توت عنخ آمون

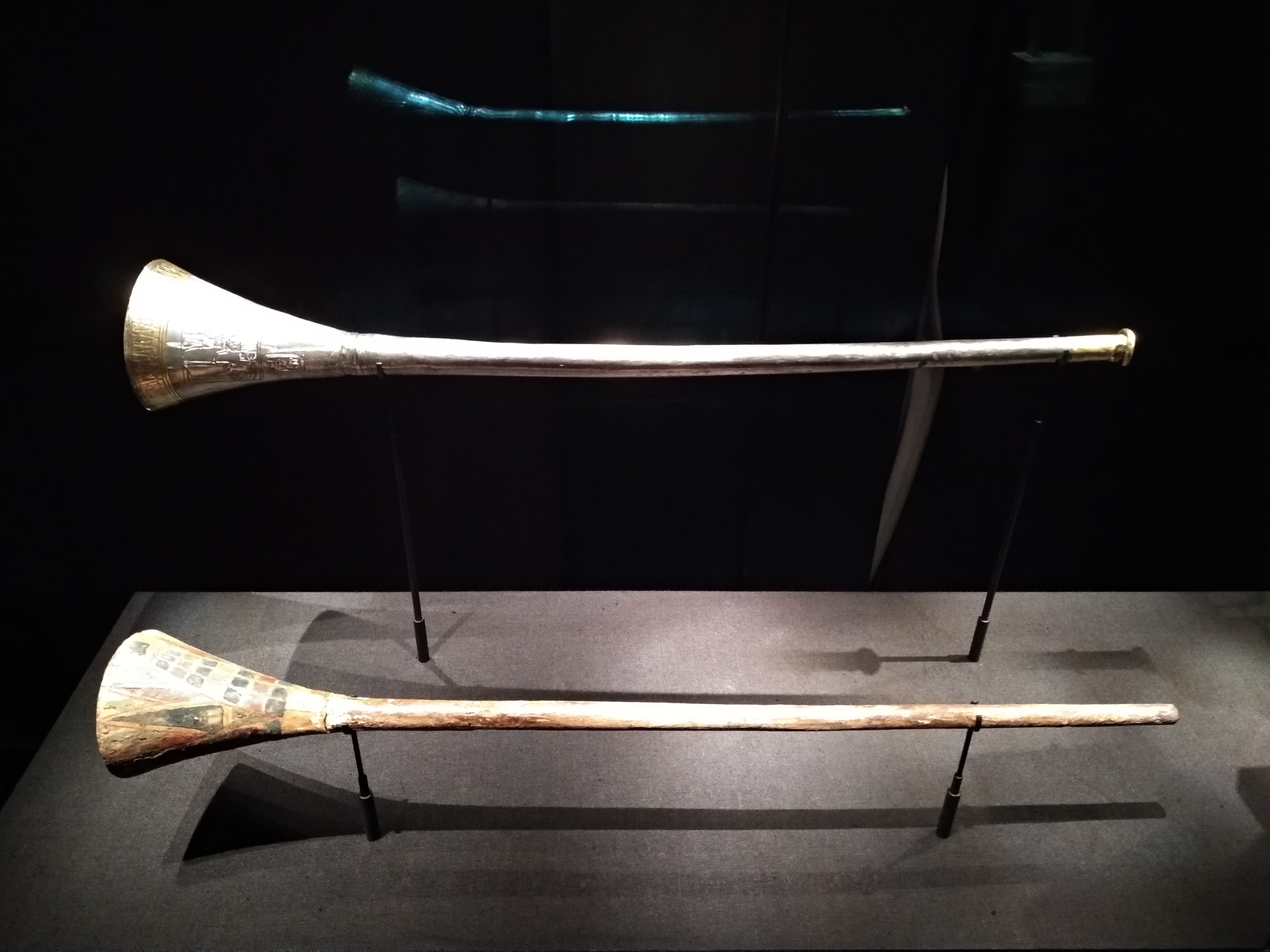
أبواق توت عنخ آمون، المتحف المصري بالقاهرة

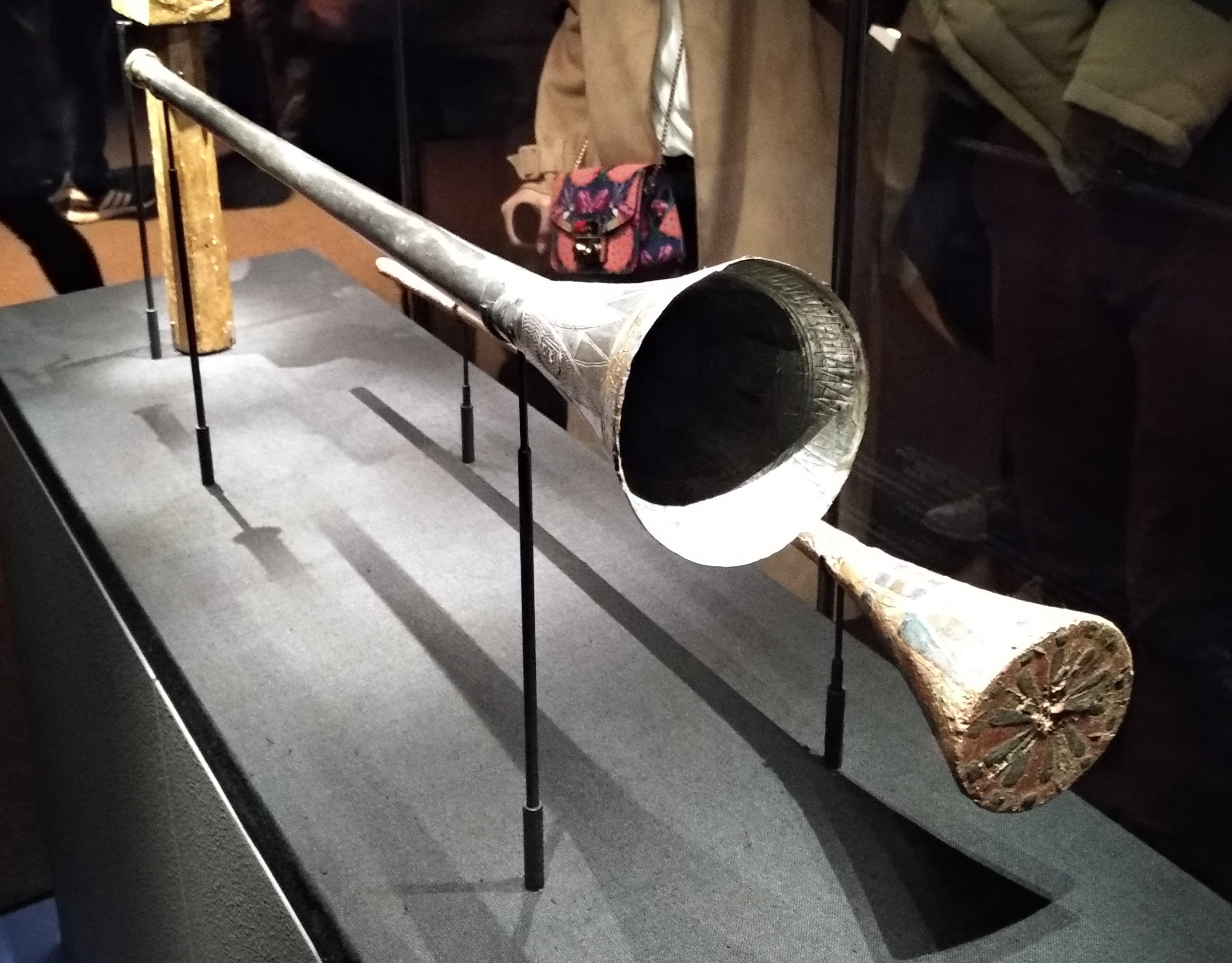
البوق المطلي بالفضة والذهب والبكم الخشبي

أبواق توت عنخ آمون زوج من الأبواق وجدت في حجرة الدفن من الأسرة الثامنة عشرة للملك المصري توت عنخ آمون. تعتبر الأبواق، وهي واحدة من الفضة الإسترليني وواحدة من البرونز أو النحاس، أقدم الأبواق العاملة في العالم، والنماذج الوحيدة المعروفة الباقية من مصر القديمة.

## الأبعاد والتصنيع والأداء
يبلغ طول البوق الفضي 22 + 1⁄2 بوصة (57.2 سم)، والبوق البرونزي / النحاسي أقصر بحوالي 3 بوصات (7.6 سم). يبلغ قطر أنابيبها حوالي 1⁄2 بوصة (1.3 سم) في نهاية الفم، وتزداد إلى حوالي 1 بوصة (2.5 سم) قبل أن تتسع إلى 4 بوصات (10.2 سم) عند الطرف. يتم تقوية أطراف الفم بواسطة الحلقات وهي كبيرة وفقًا للمعايير الحديثة - مما يجعل من الصعب العزف على الأبواق؛ احتاج تابرن إلى إضافة لسان حال حديث (مع تغليف لجعله مناسبًا) قبل أدائه.